# Carapichea
Carapichea es un género con seis especies de plantas con flores perteneciente a la familia Rubiaceae. Su distribución abarca el centro y sur de América tropical.

## Especies
- Carapichea affinis (Standl.) L.Andersson
- Carapichea dolichophylla (Standl.) C.M.Taylor
- Carapichea guianensis Aubl.
- Carapichea ipecacuanha (Brot.) L.Andersson
- Carapichea ligularis (Rudge) Delprete
- Carapichea lucida J.G.Jardim & Zappi